# Thajsko na Letních olympijských hrách 2016
Thajsko se účastnilo Letní olympiády 2016.

## Medailisté
| Medaile | Jméno                  | Sport     | Soutěž     |
| ------- | ---------------------- | --------- | ---------- |
| Zlato   | Sopita Tanasanová      | Vzpírání  | Ženy 48 kg |
| Zlato   | Sukanja Srisuratová    | Vzpírání  | Ženy 58 kg |
| Stříbro | Pimsiri Sirikaewová    | Vzpírání  | Ženy 58 kg |
| Stříbro | Tawin Hanprab          | Taekwondo | Muži 58 kg |
| Bronz   | Sinphet Kruaithong     | Vzpírání  | Muži 56 kg |
| Bronz   | Panipak Wongpattanakit | Taekwondo | Ženy 49 kg |